# Check Your Head
A Check Your Head egy 1992-ben megjelent Beastie Boys-lemez.

## Számok
1. "Jimmy James" – 3:14
2. "Funky Boss" – 1:35
3. "Pass the Mic" – 4:17
4. "Gratitude" – 2:45
5. "Lighten Up" – 2:41
6. "Finger Lickin' Good" – 3:39
7. "So What'cha Want" – 3:37
8. "The Biz Vs. The Nuge" – :33
9. "Time for Livin'" – 1:48
10. "Something's Got to Give" – 3:28
11. "The Blue Nun" – :32
12. "Stand Together"– 2:47
13. "Pow" – 2:13
14. "The Maestro" – 2:52
15. "Groove Holmes" – 2:33
16. "Live at P.J.'s" – 3:18
17. "Mark on the Bus" – 1:05
18. "Professor Booty" – 4:13
19. "In 3's" – 2:23
20. "Namasté" – 4:01